# Axel Biering Prip
Axel Biering Prip (25. februar 1893 i Odense – 9. april 1979) var en dansk rektor og atlet medlem af Akademisk Idrætsforening.
Biering Prip blev student fra Odense Katedralskole 1910 derefter cand. mag. i tysk og kristendomskundskab 1918. Blev adjunkt ved Gammel Hellerup Gymnasium 1919 og lektor samme sted 1933. Samtidig underviste han på Den Internationale Højskole i Helsingør 1926-1928 og blev viceforstander samme sted 1935-1936. Sommertid var han lærer ved feriekursus for udlændinge i København 1928-1936. Han blev undervisningsassistent i tysk ved Københavns universitet 1929-1936. Flyttede derefter til Jylland, hvor han var rektor på Randers Statsskole 1936-1962.
Biering Prip vandt det danske mesterskab på 400 meter 1916 og 1917 og var indehaver af den danske rekord på 400 meter med 52,2 1917-1919.
Deltog efter karrieren i administrativt idrætsarbejde i Akademisk Idrætsforening, Dansk Atletik Forbund, Danske Studenters Idrætsråd, udvalget for danske skolebørns fælleslege og i Idrætsmærkebestyrelsen. Han var formand for Randers Skiløberforening 1936-1946.
Biering Prip var bestyrelsesmedlem i Statsskolernes Lærerforening 1945-1947 og medlem af bestyrelsen for Sønderjydsk Forening for Randers og Omegn fra 1936 samt formand for Musiksamfundet Brage fra 1945 og medlem af menighedsrådet for Sankt Peders Sogn fra 1945. Han var Ridder af Dannebrog.

## Danske mesterskaber
- Guld 1917 400 meter 54,6
- Guld 1916 400 meter 53,6